# Matisia
Matisia är ett släkte av malvaväxter. Matisia ingår i familjen malvaväxter.

## Dottertaxa tillMatisia, i alfabetisk ordning[1]
- Matisia alata
- Matisia alchornifolia
- Matisia amplifolia
- Matisia anchicayana
- Matisia arteagensis
- Matisia bicolor
- Matisia bracteolosa
- Matisia bullata
- Matisia calimana
- Matisia carderi
- Matisia castano
- Matisia coloradorum
- Matisia cordata
- Matisia cuatrecasana
- Matisia dolichopoda
- Matisia dolichosiphon
- Matisia exalata
- Matisia floccosa
- Matisia gentryi
- Matisia giacomettoi
- Matisia glandifera
- Matisia grandifolia
- Matisia hirsutissima
- Matisia idroboi
- Matisia inaequilatera
- Matisia intricata
- Matisia jefensis
- Matisia lasiocalyx
- Matisia lecythicarpa
- Matisia leptandra
- Matisia longiflora
- Matisia longipes
- Matisia longitubulosa
- Matisia lozanoi
- Matisia malacocalyx
- Matisia obliquifolia
- Matisia oblongifolia
- Matisia ochrocalyx
- Matisia pacifica
- Matisia palenquiana
- Matisia putumayensis
- Matisia racemifera
- Matisia samariensis
- Matisia sanblasensis
- Matisia serpicostata
- Matisia soegengii
- Matisia spathacea
- Matisia stenopetala
- Matisia sulcata
- Matisia tinamastiana
- Matisia uberrima
- Matisia uribei
- Matisia valdes-bermejoi
- Matisia victoriana